# 唐娜·温布雷克特
唐娜·温布雷克特（英語：Donna Weinbrecht，1965年4月23日—），美国女子自由式滑雪运动员。她曾代表美国参加1992年、1994年和1998年冬季奥林匹克运动会自由式滑雪比赛，获得一枚金牌。